# Губеш
Губеш е село в Западна България. То се намира в Община Годеч, Софийска област.

## География
Село Губеш се намира в планински район, на 11 km от общинския център Годеч и на 61 km от столицата София.

## История
В съкратен регистър на Пиротския кадилък от 1530 година Губеш е отбелязано като село с 48 домакинства, 2 неженени и 4 вдовици. В същия регистър е село Губеш е записано още веднъж - с 16 домакинства, 2 неженени и две вдовици.
Селото се споменава под сегашното си име в османотурски данъчен регистър на джелепкешаните от 1576 година. Шест данъчно задължени лица - поп Радослав, Станислав Драгул, Марко Малко, Стойко Неделко, Тодор Боюва и Никола, домазет, са обложен с налог от общо 170 овце. В регистър на войнушките бащини от 1606 година се споменава един войнук от Губеш - Крайо, син на Дудин. По време на османското владичество Губеш влиза в състава на казата Шехиркьой (Пирот).

## Културни и природни забележителности
- Средновековна църква.